# Taterillus petteri
Taterillus petteri is een zoogdier uit de familie van de Muridae. De wetenschappelijke naam van de soort werd voor het eerst geldig gepubliceerd door Gautun, Tranier & Sicard in 1985.